# Sharon (Contea di Mercer, Pennsylvania)
Sharon è un comune (city) della contea di Mercer, in Pennsylvania (Stati Uniti). Sorge sul fiume Shenango. Aveva 16.328 abitanti secondo il censimento dell'anno 2000, 14.038 nel 2010.
È situata a circa 120 chilometri a nord-ovest di Pittsburgh e fa parte di una determinata area che comprende Youngstown-Warren-Boardman, in Ohio (Youngstown-Warren-Boardman, OH-PA Metropolitan Area).
Fondata nel 1795, è stata incorporata il 6 ottobre 1841 come borough e il 17 dicembre 1918 come città.
È sede dal 1998 della Vocal Group Hall of Fame.

## Storia
Sharon è stata fondata nel 1795, ha avuto lo status di borough il 16 ottobre 1841 e quello di città il 17 dicembre 1918.
I primi coloni si insediarono in una piana adiacente al fiume Shenango (l'area che si trova fra due colline è attualmente la sede del distretto finanziario), secondo le tradizioni locali Sharon prende il suo nome dalla biblica pianura omonima, come da desiderio di un fervente pioniere.
All'inizio la città lega la propria economia alle miniere di carbone, per passare poi alle acciaierie e ad altre industrie pesanti seguendo il processo della Rivoluzione Industriale. A seguito di un'imponente deindustrializzazione avvenuta fra gli anni settanta e ottanta del XX secolo Sharon si è riconvertita di nuovo passando ad industrie leggere, servizi sanitari, sociali ed educativi.